# A40 road
Die A40 road (englisch für Straße A40), auch als The London to Fishguard Trunk Road (A40)  bekannt, ist als eine großteils als Primary route ausgewiesene, 420 km lange Fernverkehrsstraße, die London mit dem wichtigen Fährhafen Fishguard an der Westküste von Wales verbindet. In ihrem westlichsten Abschnitt bildet sie einen Teil der Europastraße 30.

## Verlauf

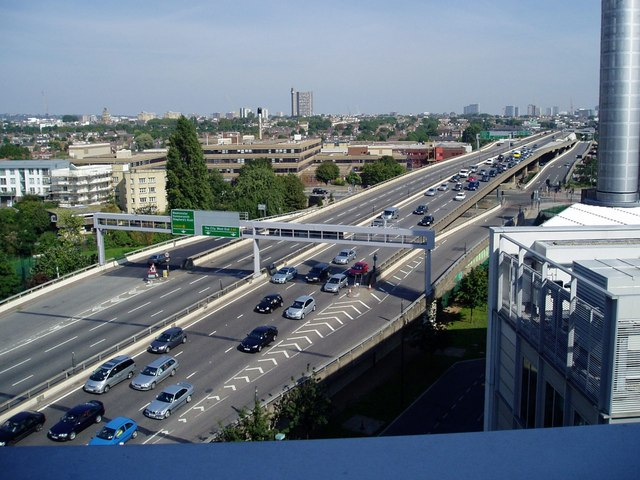
Westway in London (Aufnahme 2008)

Die Straße beginnt in London in High Holborn und folgt dann der Oxford Street. Am Marble Arch zweigt die A5 road nach Norden ab. Die A40 verläuft weiter über den Westway, eine Hochstraße mit getrennten Richtungsfahrbahnen, die bis zum Jahr 2000 als A40(M) motorway Autobahncharakter hatte. Nach dem Verlauf der Straße durch die westlichen Vororte von London schließt der M40 motorway an, die A40 schwenkt bei dessen östlichem Ende am Denham roundabout aber etwas weiter nördlich aus und setzt sich bis zum Abzweig der A413 road kurz vor der Überquerung der M25 motorway mit richtungsgetrennten Fahrbahnen fort. Bei diesem Abzweig verliert sie ihren Charakter als Primary route und verläuft zweispurig in etwa parallel zur M40 über Beaconsfield, wo die A355 road kreuzt und High Wycombe, wo die A404 road nach Maidenhead und die A4010 road Richtung Aylesbury abzweigen, zur A418 road, die beim Anschluss junction 8A des M40 erreicht wird. Ab dort wieder Primary route, wird Oxford auf der Northern ring route, einer richtungsgetrennten Umgehungsstraße, umfahren. Nach Kreuzung mit der A34 road führt die A40, nunmehr zweispurig, nach Westen weiter, umgeht Witney auf einem vierstreifigen Bypass südlich und quert dabei die A415 road. Der weitere Verlauf nach Westen ist wieder zweispurig, passiert Burford, wo die A361 road gekreuzt wird, kreuzt dann bei Northleach die A429 road, in Andoversford die A436 road und erreicht Cheltenham. Westlich dieser Stadt wird bei der Anschlussstelle junction 11 der M5 motorway gequert und die A40 führt, nunmehr wieder mit getrennten Richtungsfahrbahnen, Richtung Gloucester, das nördlich umfahren wird. Etwas westlich zweigt die A48 road nach Südwesten ab und folgt zunächst dem Severn. Die A40 erreicht Ross-on-Wye in der Nähe des Endes des M50 motorway. Sie wendet sich nach Südwesten, lässt die A49 road Richtung Hereford abzweigen und erreicht in Monmouth (walisisch Trefynwy) Wales. Bei Raglan zweigt sie in einer Trompete nach Westen ab, während der dual carriageway sich als A449 road nach Usk fortsetzt, und führt nach Abergavenny (walisisch Y Fenni) am River Usk. Dort wird die A465 road gekreuzt, die A4042 road zweigt nach Süden ab und die A40 verläuft, nunmehr zweispurig, am linken Ufer des River Usk flussaufwärts. Dabei zweigt die A479 road nach Norden Richtung Llyswen ab. Die Straße folgt weiter dem River Usk aufwärts, umgeht Brecon (walisisch Aberhonddu) auf einem gemeinsamen bypass mit der A470 road im Süden und folgt weiter dem River Usk bis Trecastle. Dort wird das Tal verlassen und die A40 setzt sich nach Llandowery (walisisch Llanymddyfri) fort und folgt, bis Llandeilo gemeinsam mit der A483 road verlaufend, dem Afon Tywi flussabwärts bis nach Carmarthen (walisisch Caerfyrddin). Dort mündet von Südosten die A48 road ein, auf der die Europastraße 30 in Fortsetzung des M4 motorway verläuft. Bis St Clears ist die A40 (zugleich E30) in ihrem weiteren Verlauf nach Westen mit richtungsgetrennten Fahrbahnen, aber nicht kreuzungsfrei ausgebaut. Nach dem Abzweig der A477 road Richtung Pembroke führt die zweispurige Straße nach Haverfordwest (walisisch Hwlffordd) und knickt dort scharf nach Norden ab. Schließlich erreicht sie Fishguard und seinen Fährhafen.